# Philip Anglim
Philip Anglim, né le 11 février 1953 à San Francisco, est un acteur américain. Il est notable pour avoir incarné à Broadway et à la télévision le rôle de Joseph Merrick dans The Elephant Man, une performance pour laquelle il a reçu une nomination comme meilleur acteur aux Tony Awards 1979. Parmi les autres rôles notables, figurent le rôle-titre dans Macbeth à Broadway et Dane O'Neill dans la mini-série télévisée Les oiseaux se cachent pour mourir, et le prêtre bajoran Vedek Bareil dans la série Star Trek: Deep Space Nine.